# Victoria Stadium
Victoria Stadium je sportovní stadion na Gibraltaru, zámořském území Spojeného království. Stadion s kapacitou 5000 diváků je používán pro fotbalová utkání, lehkou atletiku a jiné sportovní disciplíny. Tribuna se nenachází okolo celého hřiště. Na stadionu odehrává své zápasy gibraltarská fotbalová reprezentace a různé gibraltarské fotbalové kluby.
První stadion byl na místě toho dnešního otevřen už roku 1949. Zrenovován byl o 22 let později. V roce 1974 bylo nainstalováno osvětlení hlavního hřiště, během let 1990 a 1991 byl položen umělý trávník a stadion byl rozšířen o běžeckou dráhu, doskočiště, či plochu pro hod diskem. K dalšímu rozšíření došlo roku 1994.
V blízkosti stadionu se nachází další sportovní objekty, jako například bazén.